# Socijalistički bratski poljubac
Socijalistički bratski poljubac bio je poseban oblik pozdrava između državnika tzv. istočnog bloka. Sastoji se od zagrljaja i međusobnog poljupca (ili poljubaca) u obraz ili u rjeđim slučajevima na usta.
Time se je pokazivala posebna veza između vođa socijalističkih država. Zagrljaj i poljubac trebali su biti izraz sreće, bratstva i jednakosti. 
Poljubac je transformacija poznatog rituala i simbola Ruske pravoslavne crkve.
Kao simbol jednakosti, bratstva i solidarnosti, socijalistički bratski poljubac bio je izraz patetike i entuzijazma u nastajanju radničkog pokreta krajem 19. stoljeća. 
U razdoblju nakon Oktobarske revolucije služi za simbolično jačanje osjećaja drugarstva. 

## Vanjske poveznice
- Prilog na DW.de